# Linopherus fauchaldi
Linopherus fauchaldi är en ringmaskart som beskrevs av San Martin 1986. Linopherus fauchaldi ingår i släktet Linopherus och familjen Amphinomidae. Inga underarter finns listade i Catalogue of Life.